# Dipolo

El campo magnético de una esfera con un polo magnético norte en la parte superior y un polo magnético sur en la parte inferior. En comparación, la Tierra tiene un polo magnético sur cerca de su polo geográfico norte y un polo magnético norte cerca de su polo sur.

En electromagnetismo, hay dos tipos de dipolos:
- Un dipolo eléctrico se ocupa de la separación de las cargas positivas y negativas que se encuentran en cualquier sistema electromagnético. Un ejemplo simple de este sistema es un par de cargas eléctricas de igual magnitud pero de signo opuesto separadas por una distancia típicamente pequeña. (Un dipolo eléctrico permanente se llama electreto)
- Un dipolo magnético es la circulación cerrada de un sistema de corriente eléctrica. Un ejemplo simple es un solo bucle de cable con corriente constante a través de él. Un imán de barra es un ejemplo de un imán con un momento dipolar magnético permanente.[1][2]

Los dipolos, ya sean eléctricos o magnéticos, pueden caracterizarse por su momento dipolar, una cantidad vectorial. Para el dipolo eléctrico simple, el momento del dipolo eléctrico apunta desde la carga negativa hacia la carga positiva, y tiene una magnitud igual a la fuerza de cada carga multiplicada por la separación entre las cargas. (Para ser precisos: para la definición del momento dipolar, siempre se debe considerar el "límite dipolar", donde, por ejemplo, la distancia de las cargas generadoras debe converger a 0 mientras que simultáneamente, la fuerza de la carga debe divergir hasta el infinito en tal una forma en que el producto permanece como una constante positiva).
Para el bucle de corriente magnético (dipolo), el momento del dipolo magnético apunta a través del bucle (de acuerdo con la regla de agarre de la mano derecha), con una magnitud igual a la corriente en el bucle multiplicada por el área del bucle.
De manera similar a los bucles de corriente magnética, la partícula de electrones y algunas otras partículas fundamentales tienen momentos dipolares magnéticos, ya que un electrón genera un campo magnético idéntico al generado por un bucle de corriente muy pequeño. Sin embargo, el momento dipolar magnético de un electrón no se debe a un bucle de corriente, sino a una propiedad intrínseca del electrón. El electrón también puede tener un momento dipolar eléctrico, aunque aún no se ha observado (ver momento dipolar eléctrico del electrón).

Gráfico de contorno del potencial electrostático de un dipolo eléctrico orientado horizontalmente de tamaño infinitesimal. Los colores fuertes indican el potencial más alto y más bajo (donde se encuentran las cargas opuestas del dipolo).

Un imán permanente, como un imán de barra, debe su magnetismo al momento dipolar magnético intrínseco del electrón. Los dos extremos de una barra magnética se denominan polos, que no deben confundirse con monopolos, y pueden etiquetarse como "norte" y "sur". En términos del campo magnético de la Tierra, son respectivamente polos "que buscan el norte" y "que buscan el sur": si el imán estuviera suspendido libremente en el campo magnético de la Tierra, el polo que busca el norte apuntaría hacia el norte y el polo que busca el sur apuntaría hacia el sur. El momento dipolar de la barra magnética apunta desde su sur magnético a su polo norte magnético. En una brújula magnética, el polo norte de un imán de barra apunta al norte. Sin embargo, eso significa que el polo norte geomagnético de la Tierra es el polo sur de su momento dipolar y viceversa.
Los únicos mecanismos conocidos para la creación de dipolos magnéticos son los bucles de corriente o el espín mecánico cuántico, ya que la existencia de monopolos magnéticos nunca se ha demostrado experimentalmente.
El término proviene del griego δίς (dis), "dos veces" y πόλος (polos), "eje".

## Clasificación

Líneas de campo eléctrico de dos cargas opuestas separadas por una distancia finita.

Líneas de campo magnético de una corriente de anillo de diámetro finito.

Líneas de campo de un dipolo puntual de cualquier tipo, eléctrico, magnético, acústico, etc.

Un dipolo físico consta de dos cargas puntuales iguales y opuestas: en el sentido literal, dos polos. Su campo a grandes distancias (es decir, distancias grandes en comparación con la separación de los polos) depende casi por completo del momento dipolar definido anteriormente. Un dipolo puntual (eléctrico) es el límite que se obtiene dejando que la separación tienda a 0 mientras se mantiene fijo el momento dipolar. El campo de un dipolo puntual tiene una forma particularmente simple, y el término de orden 1 en la expansión multipolar es precisamente el campo dipolo puntual.
Aunque no se conocen monopolos magnéticos en la naturaleza, existen dipolos magnéticos en forma de espín mecánico cuántico asociado con partículas como los electrones (aunque la descripción precisa de tales efectos queda fuera del electromagnetismo clásico). Un dipolo de punto magnético teórico tiene un campo magnético de exactamente la misma forma que el campo eléctrico de un dipolo de punto eléctrico. Un bucle portador de corriente muy pequeño es aproximadamente un dipolo de punto magnético; el momento dipolar magnético de dicho bucle es el producto de la corriente que fluye en el bucle y el área (vectorial) del bucle.
Cualquier configuración de cargas o corrientes tiene un 'momento dipolar', que describe el dipolo cuyo campo es la mejor aproximación, a grandes distancias, al de la configuración dada. Este es simplemente un término en la expansión multipolar cuando la carga total ("momento monopolo") es 0, como siempre ocurre en el caso magnético, ya que no hay monopolos magnéticos. El término dipolo es el dominante a grandes distancias: su campo cae en proporción a 1r3, en comparación con 1r4 para el siguiente término (cuadrupolo) y potencias superiores de 1r para términos más altos, o 1r para el término monopolo.

## Dipolos moleculares
Muchas moléculas tienen tales momentos dipolares debido a distribuciones no uniformes de cargas positivas y negativas en los diversos átomos. Tal es el caso de compuestos polares como el fluoruro de hidrógeno (HF), donde la densidad de electrones se comparte de manera desigual entre los átomos. Por lo tanto, el dipolo de una molécula es un dipolo eléctrico con un campo eléctrico inherente que no debe confundirse con un dipolo magnético que genera un campo magnético.
El químico físico Peter J. W. Debye fue el primer científico en estudiar extensamente los dipolos moleculares y, como consecuencia, los momentos dipolares se miden en unidades llamadas debye en su honor.
Para las moléculas hay tres tipos de dipolos:
Dipolos permanentes
Estos ocurren cuando dos átomos en una molécula tienen una electronegatividad sustancialmente diferente: un átomo atrae electrones más que otro, volviéndose más negativo, mientras que el otro átomo se vuelve más positivo. Una molécula con un momento dipolar permanente se llama molécula polar. Ver atracciones dipolo-dipolo.
Dipolos instantáneos
Estos ocurren debido al azar cuando los electrones están más concentrados en un lugar que en otro en una molécula, creando un dipolo temporal. Estos dipolos son de menor magnitud que los dipolos permanentes, pero aún juegan un papel importante en la química y la bioquímica debido a su prevalencia. Ver dipolo instantáneo.
Dipolos inducidos
Estos pueden ocurrir cuando una molécula con un dipolo permanente repele los electrones de otra molécula, induciendo un momento dipolar en esa molécula. Una molécula está polarizada cuando lleva un dipolo inducido. Ver atracción de dipolo inducido.
De manera más general, un dipolo inducido de cualquier distribución de carga polarizable ρ (recuerde que una molécula tiene una distribución de carga) es causado por un campo eléctrico externo a ρ. Este campo puede, por ejemplo, originarse a partir de un ion o molécula polar en las proximidades de ρ o puede ser macroscópico (por ejemplo, una molécula entre las placas de un condensador cargado). El tamaño del momento dipolar inducido es igual al producto de la fuerza del campo externo y la polarizabilidad del dipolo de ρ.
Los valores del momento dipolar se pueden obtener a partir de la medición de la constante dieléctrica. Algunos valores típicos de la fase gaseosa en unidades debye son:
- dióxido de carbono: 0
- monóxido de carbono: 0,112 D
- ozono: 0.53 D
- fosgeno: 1,17 D
- vapor de agua: 1,85 D
- cianuro de hidrógeno: 2,98 D
- cianamida: 4.27 D
- bromuro de potasio: 10,41 D

La molécula lineal CO_{2} tiene un dipolo cero cuando se cancelan los dos dipolos de enlace.

El bromuro de potasio (KBr) tiene uno de los momentos dipolares más altos porque es un compuesto iónico que existe como molécula en la fase gaseosa.

La molécula H_{2}O doblada tiene un dipolo neto. Los dos dipolos de enlace no se cancelan.

El momento dipolar general de una molécula se puede aproximar como una suma vectorial de momentos dipolares de enlace. Como suma vectorial, depende de la orientación relativa de los enlaces, de modo que a partir del momento dipolar se puede deducir información sobre la geometría molecular.
Por ejemplo, el dipolo cero de CO2 implica que los dos momentos dipolares del enlace C = O se cancelan, por lo que la molécula debe ser lineal. Para el H2O, los momentos de enlace O − H no se cancelan porque la molécula está doblada. Para el ozono (O3), que también es una molécula doblada, los momentos dipolares de enlace no son cero aunque los enlaces O − O se encuentran entre átomos similares. Esto concuerda con las estructuras de Lewis para las formas de resonancia del ozono que muestran una carga positiva en el átomo de oxígeno central.
Un ejemplo en química orgánica del papel de la geometría en la determinación del momento dipolar son los isómeros cis y trans del 1,2-dicloroeteno. En el isómero cis, los dos enlaces polares C − Cl están en el mismo lado del doble enlace C = C y el momento dipolar molecular es 1.90 D. En el isómero trans, el momento dipolar es cero porque los dos enlaces C − Cl están en lados opuestos de C = C y se cancelan (y los dos momentos de enlace para los enlaces C − H mucho menos polares también se cancelan).
Otro ejemplo del papel de la geometría molecular es el trifluoruro de boro, que tiene tres enlaces polares con una diferencia de electronegatividad mayor que el umbral tradicionalmente citado de 1,7 para el enlace iónico. Sin embargo, debido a la distribución triangular equilátera de los iones de fluoruro alrededor del centro del catión boro, la molécula en su conjunto no exhibe ningún polo identificable: no se puede construir un plano que divida la molécula en una parte neta negativa y una parte neta positiva.

## Operador de dipolo mecánico cuántico
Considere una colección de N partículas con cargas qi y vectores de posición ri. Por ejemplo, esta colección puede ser una molécula que consta de electrones, todos con carga -e, y núcleos con carga eZi, donde Zi es el número atómico de i-núcleo. El dipolo observable (cantidad física) tiene el operador dipolar mecánico cuántico:
{\displaystyle {\mathfrak {p}}=\sum _{i=1}^{N}\,q_{i}\,\mathbf {r} _{i}\,.}
Tenga en cuenta que esta definición es válida solo para átomos o moléculas neutros, es decir, carga total igual a cero. En el caso ionizado, tenemos
{\displaystyle {\mathfrak {p}}=\sum _{i=1}^{N}\,q_{i}\,(\mathbf {r} _{i}-\mathbf {r} _{c}),}
donde {\displaystyle \mathbf {r} _{c}} es el centro de masa de la molécula/grupo de partículas.

## Dipolos atómicos
Un átomo no degenerado (estado S ) puede tener solo un dipolo permanente cero. Este hecho se deriva de la mecánica cuántica de la simetría de inversión de los átomos. Los 3 componentes del operador dipolar son antisimétricos bajo inversión con respecto al núcleo,
{\displaystyle {\mathfrak {I}}\;{\mathfrak {p}}\;{\mathfrak {I}}^{-1}=-{\mathfrak {p}},}
donde {\displaystyle {\mathfrak {p}}} es el operador dipolo y {\displaystyle {\mathfrak {I}}} es el operador de inversión.
El momento dipolar permanente de un átomo en un estado no degenerado (ver nivel de energía degenerado) se da como el valor esperado (promedio) del operador dipolar,
{\displaystyle \left\langle {\mathfrak {p}}\right\rangle =\left\langle \,S\,|{\mathfrak {p}}|\,S\,\right\rangle ,}
donde {\displaystyle |\,S\,\rangle } es una función de onda de estado S, no degenerada, que es simétrica o antisimétrica bajo inversión: {\displaystyle {\mathfrak {I}}\,|\,S\,\rangle =\pm |\,S\,\rangle }. Dado que el producto de la función de onda (en el ket) y su conjugado complejo (en el sujetador) es siempre simétrico bajo inversión y su inverso,
{\displaystyle \left\langle {\mathfrak {p}}\right\rangle =\left\langle \,{\mathfrak {I}}^{-1}\,S\,|{\mathfrak {p}}|\,{\mathfrak {I}}^{-1}\,S\,\right\rangle =\left\langle \,S\,|{\mathfrak {I}}\,{\mathfrak {p}}\,{\mathfrak {I}}^{-1}|\,S\,\right\rangle =-\left\langle {\mathfrak {p}}\right\rangle }
de ello se deduce que el valor esperado cambia de signo bajo inversión. Usamos aquí el hecho de que {\displaystyle {\mathfrak {I}}}, al ser un operador de simetría, es unitario: {\displaystyle {\mathfrak {I}}^{-1}={\mathfrak {I}}^{*}\,} y por definición el adjunto hermitiano {\displaystyle {\mathfrak {I}}^{*}\,} se puede mover de sujetador a sujetador y luego se convierte en {\displaystyle {\mathfrak {I}}^{**}={\mathfrak {I}}\,}. Dado que la única cantidad que es igual a menos es el cero, el valor esperado desaparece,
{\displaystyle \left\langle {\mathfrak {p}}\right\rangle =0.}
En el caso de átomos de capa abierta con niveles de energía degenerados, se podría definir un momento dipolar con la ayuda del efecto Stark de primer orden. Esto da un dipolo que no desaparece (por definición proporcional a un cambio Stark de primer orden que no desaparece) solo si algunas de las funciones de onda que pertenecen a las energías degeneradas tienen paridad opuesta; es decir, tienen un comportamiento diferente bajo inversión. Esta es una ocurrencia rara, pero ocurre para el átomo de H excitado, donde los estados 2s y 2p se degeneran "accidentalmente" (ver el artículo Vector Laplace-Runge-Lenz para el origen de esta degeneración) y tienen paridad opuesta (2s es par y 2p es impar).

## Campo de un dipolo magnético estático

### Magnitud
La intensidad de campo lejano, B, de un campo magnético dipolo está dada por
{\displaystyle B(m,r,\lambda )={\frac {\mu _{0}}{4\pi }}{\frac {m}{r^{3}}}{\sqrt {1+3\operatorname {sen} ^{2}(\lambda )}}\,}
donde
o es la fuerza del campo, medida en teslas
r es la distancia desde el centro, medida en metros
λ es la latitud magnética (igual a 90°- θ) donde θ es la colatitud magnética, medida en radianes o grados desde el eje del dipolo
m es el momento dipolar, medido en amperios- metros cuadrados o joules por tesla
μ0 es la permeabilidad del espacio libre, medida en henries por metro.
La conversión a coordenadas cilíndricas se logra usando r2 = z2 + ρ2 y
{\displaystyle \lambda =\arcsin \left({\frac {z}{\sqrt {z^{2}+\rho ^{2}}}}\right)}
donde ρ es la distancia perpendicular desde el eje z. Entonces,
{\displaystyle B(\rho ,z)={\frac {\mu _{0}m}{4\pi \left(z^{2}+\rho ^{2}\right)^{\frac {3}{2}}}}{\sqrt {1+{\frac {3z^{2}}{z^{2}+\rho ^{2}}}}}}

### Forma vectorial
El campo en sí es una cantidad vectorial:
{\displaystyle \mathbf {B} (\mathbf {m} ,\mathbf {r} )={\frac {\mu _{0}}{4\pi }}\ {\frac {3(\mathbf {m} \cdot {\hat {\mathbf {r} }}){\hat {\mathbf {r} }}-\mathbf {m} }{r^{3}}}}
donde
B es el campo
r es el vector desde la posición del dipolo hasta la posición donde se mide el campo
r es el valor absoluto de r: la distancia desde el dipolo
r̂ =  es el vector unitario paralelo r;
m es el momento dipolar (vector)
μ0 es la permeabilidad del espacio libre

Este es exactamente el campo de un dipolo puntual, exactamente el término dipolo en la expansión multipolo de un campo arbitrario, y aproximadamente el campo de cualquier configuración tipo dipolo a grandes distancias.

### Potencial de vector magnético
El potencial vectorial A de un dipolo magnético es
{\displaystyle \mathbf {A} (\mathbf {r} )={\frac {\mu _{0}}{4\pi }}{\frac {\mathbf {m} \times {\hat {\mathbf {r} }}}{r^{2}}}}
con las mismas definiciones que las anteriores.

## Campo de un dipolo eléctrico
El potencial electrostático en la posición r debido a un dipolo eléctrico en el origen viene dado por:
{\displaystyle \Phi (\mathbf {r} )={\frac {1}{4\pi \epsilon _{0}}}\,{\frac {\mathbf {p} \cdot {\hat {\mathbf {r} }}}{r^{2}}}}
donde p es el momento dipolar (vector) y є0 es la permitividad del espacio libre.
Este término aparece como el segundo término en la expansión multipolo de un potencial electrostático arbitrario Φ(r). Si la fuente de Φ(r) es un dipolo, como se supone aquí, este término es el único término que no desaparece en la expansión multipolar de Φ(r). El campo eléctrico de un dipolo se puede encontrar a partir del gradiente de este potencial:
{\displaystyle \mathbf {E} =-\nabla \Phi ={\frac {1}{4\pi \epsilon _{0}}}\ {\frac {3(\mathbf {p} \cdot {\hat {\mathbf {r} }}){\hat {\mathbf {r} }}-\mathbf {p} }{r^{3}}}}
Esto es formalmente idéntico a la expresión para el campo magnético de un dipolo magnético puntual con solo algunos nombres cambiados. En un dipolo real, sin embargo, donde las cargas están físicamente separadas, las líneas del campo "interno" son diferentes, ya que las líneas del campo magnético son continuas, mientras que las del campo eléctrico divergen o convergen de las cargas puntuales.

## Torque en un dipolo
Dado que la dirección de un campo eléctrico se define como la dirección de la fuerza sobre una carga positiva, las líneas del campo eléctrico apuntan en dirección opuesta a una carga positiva y hacia una carga negativa.
Cuando se coloca en un campo eléctrico o magnético homogéneo, surgen fuerzas iguales pero opuestas en cada lado del dipolo creando un par de torsión τ}:
{\displaystyle {\boldsymbol {\tau }}=\mathbf {p} \times \mathbf {E} }
para un momento dipolar eléctrico p (en coulomb-metros), o
{\displaystyle {\boldsymbol {\tau }}=\mathbf {m} \times \mathbf {B} }
para un momento dipolar magnético m (en amperios-metros cuadrados).
El par resultante tenderá a alinear el dipolo con el campo aplicado, que en el caso de un dipolo eléctrico, produce una energía potencial de
{\displaystyle U=-\mathbf {p} \cdot \mathbf {E} }
La energía de un dipolo magnético es similar
{\displaystyle U=-\mathbf {m} \cdot \mathbf {B} }

## Radiación dipolo

Módulo del vector de Poynting para un dipolo eléctrico oscilante (solución exacta). Las dos cargas se muestran como dos pequeños puntos negros.

Además de los dipolos en electrostática, también es común considerar un dipolo eléctrico o magnético que está oscilando en el tiempo. Es una extensión, o un siguiente paso más físico, de la radiación de ondas esféricas.
En particular, considere un dipolo eléctrico que oscila armónicamente, con frecuencia angular ω y un momento dipolar p0 a lo largo de la dirección ẑ de la forma
{\displaystyle \mathbf {p} (\mathbf {r} ,t)=\mathbf {p} (\mathbf {r} )e^{-i\omega t}=p_{0}{\hat {\mathbf {z} }}e^{-i\omega t}}
En el vacío, el campo exacto producido por este dipolo oscilante se puede derivar utilizando la formulación de potencial retardado como:
{\displaystyle {\begin{aligned}\mathbf {E} &={\frac {1}{4\pi \varepsilon _{0}}}\left\{{\frac {\omega ^{2}}{c^{2}r}}\left({\hat {\mathbf {r} }}\times \mathbf {p} \right)\times {\hat {\mathbf {r} }}+\left({\frac {1}{r^{3}}}-{\frac {i\omega }{cr^{2}}}\right)\left(3{\hat {\mathbf {r} }}\left[{\hat {\mathbf {r} }}\cdot \mathbf {p} \right]-\mathbf {p} \right)\right\}e^{\frac {i\omega r}{c}}e^{-i\omega t}\\\mathbf {B} &={\frac {\omega ^{2}}{4\pi \varepsilon _{0}c^{3}}}({\hat {\mathbf {r} }}\times \mathbf {p} )\left(1-{\frac {c}{i\omega r}}\right){\frac {e^{i\omega r/c}}{r}}e^{-i\omega t}.\end{aligned}}}
Para  rωc≫1, el campo lejano toma la forma más simple de una onda "esférica" radiante, pero con dependencia angular incrustada en el producto cruzado:
{\displaystyle {\begin{aligned}\mathbf {B} &={\frac {\omega ^{2}}{4\pi \varepsilon _{0}c^{3}}}({\hat {\mathbf {r} }}\times \mathbf {p} ){\frac {e^{i\omega (r/c-t)}}{r}}={\frac {\omega ^{2}\mu _{0}p_{0}}{4\pi c}}({\hat {\mathbf {r} }}\times {\hat {\mathbf {z} }}){\frac {e^{i\omega (r/c-t)}}{r}}=-{\frac {\omega ^{2}\mu _{0}p_{0}}{4\pi c}}\operatorname {sen}(\theta ){\frac {e^{i\omega (r/c-t)}}{r}}\mathbf {\hat {\phi }} \\\mathbf {E} &=c\mathbf {B} \times {\hat {\mathbf {r} }}=-{\frac {\omega ^{2}\mu _{0}p_{0}}{4\pi }}\operatorname {sen}(\theta )\left({\hat {\phi }}\times \mathbf {\hat {r}} \right){\frac {e^{i\omega (r/c-t)}}{r}}=-{\frac {\omega ^{2}\mu _{0}p_{0}}{4\pi }}\operatorname {sen}(\theta ){\frac {e^{i\omega (r/c-t)}}{r}}{\hat {\theta }}.\end{aligned}}}
El vector de Poynting promediado en el tiempo
{\displaystyle \langle \mathbf {S} \rangle =\left({\frac {\mu _{0}p_{0}^{2}\omega ^{4}}{32\pi ^{2}c}}\right){\frac {\operatorname {sen} ^{2}(\theta )}{r^{2}}}\mathbf {\hat {r}} }
no se distribuye isotrópicamente, sino que se concentra en las direcciones perpendiculares al momento dipolar, como resultado de las ondas eléctricas y magnéticas no esféricas. De hecho, la función armónica esférica (sen θ) responsable de tal distribución angular toroidal es precisamente la onda "p" l = 1.
La potencia promedio en el tiempo total irradiada por el campo se puede derivar del vector de Poynting como
{\displaystyle P={\frac {\mu _{0}\omega ^{4}p_{0}^{2}}{12\pi c}}}
Observe que la dependencia de la potencia de la cuarta potencia de la frecuencia de la radiación está de acuerdo con la dispersión de Rayleigh y los efectos subyacentes de por qué el cielo se compone principalmente de color azul.
Un dipolo polarizado circular se describe como una superposición de dos dipolos lineales.